# Vallerotonda
Vallerotonda (Vardónna in dialetto locale) è un comune italiano di 1 376 abitanti della provincia di Frosinone nel Lazio, nella Valle Latina.

## Geografia fisica

### Territorio
Nel territorio comunale, a cavallo con quello di San Biagio Saracinisco, si trova il lago artificiale Selva, mentre a cavallo con quello di Cervaro, si trova la cima del colle Aquilone. Al confine del Lazio con il Molise è situata la catena montuosa delle Mainarde (Monti della Meta).

### Clima
Classificazione climatica: zona E, 2272 GR/G

## Storia
Durante la seconda guerra mondiale il territorio comunale era attraversato dalla linea Gustav, una linea fortificata difensiva approntata in Italia che divideva in due la penisola italiana: a nord le truppe tedesche (nel territorio formalmente in mano alla Repubblica Sociale Italiana), a sud gli Alleati.

## Monumenti e luoghi d'interesse

### Aree naturali
- Parco nazionale d'Abruzzo, Lazio e Molise
- Pineta Valle dell'Inferno
- Lago di Cardito

## Società

### Evoluzione demografica
Abitanti censiti

### Religione
La popolazione professa per la maggior parte la religione cattolica e afferisce alla diocesi di Sora-Cassino-Aquino-Pontecorvo, ma fino all'anno 2014 faceva parte dell'abbazia territoriale di Montecassino.

## Economia
Di seguito la tabella storica elaborata dall'Istat a tema Unità locali, intesa come numero di imprese attive, ed addetti, intesi come numero di addetti delle imprese locali attive (valori medi annui).
|              | 2015                  |                              |                            |                |                       |                     | 2014                  |                | 2013                  |                |
| ------------ | --------------------- | ---------------------------- | -------------------------- | -------------- | --------------------- | ------------------- | --------------------- | -------------- | --------------------- | -------------- |
|              | Numero imprese attive | % Provinciale Imprese attive | % Regionale Imprese attive | Numero addetti | % Provinciale Addetti | % Regionale Addetti | Numero imprese attive | Numero addetti | Numero imprese attive | Numero addetti |
| Vallerotonda | 48                    | 0,14%                        | 0,01%                      | 56             | 0,05%                 | 0,003%              | 48                    | 58             | 52                    | 68             |
| Frosinone    | 33.605                |                              | 7,38%                      | 106.578        |                       | 6,92%               | 34.015                | 107.546        | 35.081                | 111.529        |
| Lazio        | 455.591               |                              |                            | 1.539.359      |                       |                     | 457.686               | 1.510.459      | 464.094               | 1.525.471      |

Nel 2015 le 48 imprese operanti nel territorio comunale, che rappresentavano lo 0,14% del totale provinciale (33.605 imprese attive), hanno occupato 56 addetti, lo 0,05% del dato provinciale; in media, ogni impresa nel 2015 ha occupato un addetto (1,17).

### Agricoltura
L'ente comunale è socio dell'Associazione nazionale città dell'olio, e come tale ne tutela l'ambiente e ne diffonme storia e cultura  e inoltre è terra di produzione del pecorino di Picinisco, un formaggio italiano a denominazione di origine protetta, prodotto nell’intera Valle di Comino.

### Artigianato
Tra le attività economiche più tradizionali, vi sono quelle artigianali, come l'arte del legno, finalizzata al settore dell'arredamento e, in particolar modo, alla produzione di sedie con caratteristiche campagnole.

## Amministrazione
Nel 1927, a seguito del riordino delle circoscrizioni provinciali stabilito dal regio decreto n. 1 del 2 gennaio 1927, per volontà del governo fascista, quando venne istituita la provincia di Frosinone, Vallerotonda passò dalla provincia di Caserta a quella di Frosinone.
Il comune fa parte della Comunità montana Valle di Comino.